# Kateřinice (district de Nový Jičín)
Pour les articles homonymes, voir Kateřinice.
Kateřinice (en allemand : Kattendorf) est une commune du district de Nový Jičín, dans la région de Moravie-Silésie, en République tchèque. Sa population s'élevait à 656 habitants en 2020.

## Géographie
Kateřinice se trouve à 9 km au nord-nord-est de Kopřivnice, à 16 km au nord-est de Nový Jičín, à 18 km au sud-sud-ouest d'Ostrava et à 273 km à l'est-sud-est de Prague.
La commune est limitée par Trnávka au nord, par Fryčovice à l'est, par Hukvaldy au sud, et par Příbor au sud-ouest et par Skotnice à l'ouest.

## Histoire
La première mention écrite de la localité date de 1358.